# Asynergia tułowia
Asynergia tułowia – objaw neurologiczny polegający na niemożności zmiany pozycji ciała z leżącej na siedzącą bez pomocy rąk, z powodu trudności w stabilizacji kończyn dolnych na podłożu, które odrywają się od posłania i unoszą ku górze, tworząc wraz z usiłującym unieść się tułowiem obraz tzw. „kołyski”. Wynika to z zaburzenia zautomatyzowanych procesów regulacyjnych zapewniających utrzymanie równowagi i przeciwdziałaniu sile ciążenia, których ośrodkiem jest móżdżek.
Objaw ten jest charakterystyczny dla zespołu móżdżkowego.